# Famille Smet
Pour les articles homonymes, voir Smet.
La famille Smet, à laquelle appartiennent notamment Johnny Hallyday, David Hallyday,  Laura Smet et Léon Smet, est une famille originaire de Saint-Denis-Bovesse, ancienne commune située près de Namur en Belgique, dont on remonte l'ascendance au début du XVIIe siècle.

## Origine et signification du nom de famille «Smet»
Le nom de famille Smet est un nom de famille flamand très courant en Flandre (Belgique) qui signifie « forgeron » ; il fait écho au néerlandais Smid et Smit, à l'allemand Schmidt, Schmitt et Schmied, à l'anglais Smith, au danois Smed, au norvégien Smed, au suédois Smed, et au luxembourgeois Schmadd, tous de même signification.

## Descendance de Claude Smet (1640 - 1710) à ClémentAntoineSmet (1864-1908)
Les actes de la commune belge de Saint-Denis, province de Namur, permettent de remonter à Claude Smet, né en 1640 et mort le 6 août 1710.
- Claude Smet (1640 - 6 août 1710 à Saint-Denis) épouse Jeanne Thirion[3]. De cette union, naissent six enfants, dont :
  - Armand Smet (5 juillet 1672 à Saint-Denis -10 décembre 1738 à Saint-Denis)[4]. Il épouse le 12 novembre 1698 Anne-Catherine Decoux ou de Coux (née en 1671)[b]. De cette union, naissent cinq enfants, dont :
    - Pierre François Smet (13 mai 1700 à Saint-Denis - 20 mars 1756 à Vezin), fermier. Il épouse le 2 avril 1731 Anne Marie Baufays ou Beaufay ou Baufay[6]. De cette union, naissent huit enfants dont :
      - Antoine Gilles Ghislain Smet (12 novembre 1736 à Vezin - 19 juin 1810 à Boninne), échevin, propriétaire de terrains à Boninne . Il épouse à Boninne le 22 janvier 1763 Jeanne Deldisme (1734-1808). De cette union, naissent neuf enfants, dont :
        - Jean Jacques Smet (2 mai 1771 à Boninne - 7 novembre 1848 à Beez), ouvrier agricole. Il épouse le 22 novembre 1807 Marie Henriette Maillen dont il a :
          - Jean Joseph Smet (20 janvier 1812 - 1888 à Beez), maréchal-ferrant. Il épouse le 9 novembre 1857 Marie Antoinette Detry dont il a quatre enfants puis en secondes noces Marie Thérèse Antoinette Bohen. De son premier mariage, est issu :
            - Clément Antoine Smet (29 avril 1864 à Beez - 7 juin 1908 à Schaerbeek)

## Descendance de ClémentAntoineSmet (1864-1908) àJean-PhilippeLéo Smet (1943-2017)
- Clément Antoine Smet (29 avril 1864 à Beez - 7 juin 1908 à Schaerbeek) est maréchal-ferrant puis machiniste et chauffeur aux chemins de fer belges. Il épouse en 1888 Marie Barbe Hubin (née le 10 avril 1865 à Sorée, province de Namur). De cette union, naissent quatre enfants :
  - Hélène Félicie Ghislaine Smet (29 août 1888 à Saint-Nicolas, Namur - 7 décembre 1972 à Paris)[7], infirmière puis actrice de cinéma muet puis à nouveau infirmière. C'est elle qui, après avoir élevé son frère Léon, son cadet de 20 ans, élève son neveu Jean-Philippe. Elle épouse en 1923 à Bruxelles Jacob Adol Mar (18 décembre 1881 à Balli en Éthiopie - 19 septembre 1952 à Paris), prince d'Abyssinie, conseiller d'État de l'empire éthiopien, puis consul honoraire d'Éthiopie à Bruxelles, puis à la tête d'une société d'import-export à Bruxelles, puis à Paris après 1937 ; fils de Johannes Mayer, nom plus tard francisé en Mar pour ses descendants, missionnaire protestant en Éthiopie, de nationalité allemande, et de Sarah Negusje, de nationalité éthiopienne, issue de la noblesse locale de Maqdala, également appelé Magdala, aujourd'hui Amba Mariam, apparentée à l'empereur Haïlé Sélassié Ier, et donc présumée descendante de la Reine de Saba. De ce mariage sont issues deux filles :
    - Menen Mar (29 mai 1925 à Bruxelles - 27 mars 1980 à Paris), danseuse[8]. Vers 1951, elle vit « maritalement » avec Harry Alexis von Koenigstaeter dit Harry Fleming, chanteur et/ou chorégraphe afro-américain[c] Menen est avec sa sœur Desta Marraine de baptême de Johnny (toutes deux étant désignées, n'ayant pu être départagées)[9], elle n'a pas de descendance connue.
    - Desta Mar dite Desta Halliday (4 janvier 1924 à Paris - 21 juillet 2011 à Crosne dans l'Essonne[10]), danseuse[8]. Après 1949, Desta forme à la ville un couple avec Lemoine Ketcham (25 décembre 1927 à Sapulpa (Oklahoma, États-Unis), chanteur et danseur de country puis manager, de Johnny à ses débuts (puis pour d'autres artistes), directeur artistique et producteur. Il prend d'abord comme nom de scène Lee Ketcham en arrivant à New York de son Oklahoma natal. Au début des années cinquante, après le départ de celle-ci du trio qu'ils formaient avec Menen Mar, qui vient de rencontrer Harry Fleming, ils forment un duo de danse qu'ils appellent The Halliday's et lui devient Lee Halliday[11] et elle Desta Halliday. Après la naissance de leur second enfant, ils s'épousent en 1962[12]. Ils divorcent dans les années soixante-dix. Lee Ketcham se marie, ensuite, avec Béatrice Andrée Dyna Pluchard [13](1941-1991)[14]. De l'union Lee Ketcham-Desta Mar sont nés :
      - Carol Ketcham, dite Carol-Makeda Ketcham ou Makeda Ketcham, ethnologue, anthropologue, journaliste et documentariste, née le 28 septembre 1960[8]. Mariée, dont descendance.
      - Michael Ketcham dit Michael Ketcham Halliday ou Michael Halliday, né le 31 décembre 1961[8]. Marié, dont descendance.

  - Joseph Smet (15 mars 1890 à Namur - 1922), sans alliance ni descendance connue, mort des conséquences du gaz moutarde durant la première guerre mondiale[8].
  - Arthur Smet (12 mai 1893 à Arlon - 29 septembre 1917) musicien (flûtiste), sans alliance ni descendance connue, mort au combat[8].
  - Léon Marcel Jules Smet (voir section suivante).
    - Jean-Philippe Léo Smet, dit Johnny Hallyday (15 juin 1943 à Paris - 5 décembre 2017 à Marnes-la-Coquette).

## Léon Smet (1908-1989)
Léon Marcel Jules Smet, né le 3 mai 1908 à Schaerbeek et mort le 8 novembre 1989 à Forest, est comédien, danseur, chanteur et réalisateur de télévision belge.
Orphelin de père alors qu'il a quelques semaines, il  est élevé par sa mère, puis par sa sœur Hélène Félicie Ghislaine, de vingt ans son ainée, après la fin de la Première Guerre mondiale et le retour de la famille d'Angleterre où elle s'était réfugiée.
Il épouse :
- en premières noces, le 24 août 1929, à Bruxelles, Nelly Debeaumont, danseuse, qui a alors 22 ans, dont il se sépare en 1932 ; le couple divorce en septembre 1938 ;
- en secondes noces, le 15 octobre 1938, à Bruxelles, Jacqueline Harpet, née vers 1919, qui le quitte en 1941 pour Alain Trutat, — futur parrain de baptême de Johnny — ; le couple divorce en 1944 ;
- en troisièmes noces, le 7 septembre 1944, à Paris, Huguette Eugénie Pierrette Clerc, coiffeuse puis employée de crèmerie, née le 19 mars 1920 à Paris et morte le 29 août 2007 à Bois-le-Roi[d]. Fille de Jeanne Marie Clerc (20 septembre 1886 à Fretigney-et-Velloreille (Haute-Saône) - 28 novembre 1946 à Paris), son père est inconnu.

À la date de leur mariage, Léon Smet et Huguette Clerc ont déjà un enfant ensemble : Jean-Philippe Léo Smet, né le 15 juin 1943. Celui-ci porte à sa naissance le nom de sa mère : son père, toujours marié à Jacqueline Harpet, ne l'a alors pas reconnu. Léon Smet les quitte huit mois après la naissance et Huguette Clerc reprend une activité professionnelle de mannequinat, grâce à la sœur de Léon Hélène Félicie Ghislaine Mar, alors âgée de 56 ans, et son mari Jacob Mar, qui prennent en charge leur neveu. Hélène Mar a déjà élevé son frère de vingt ans son cadet.

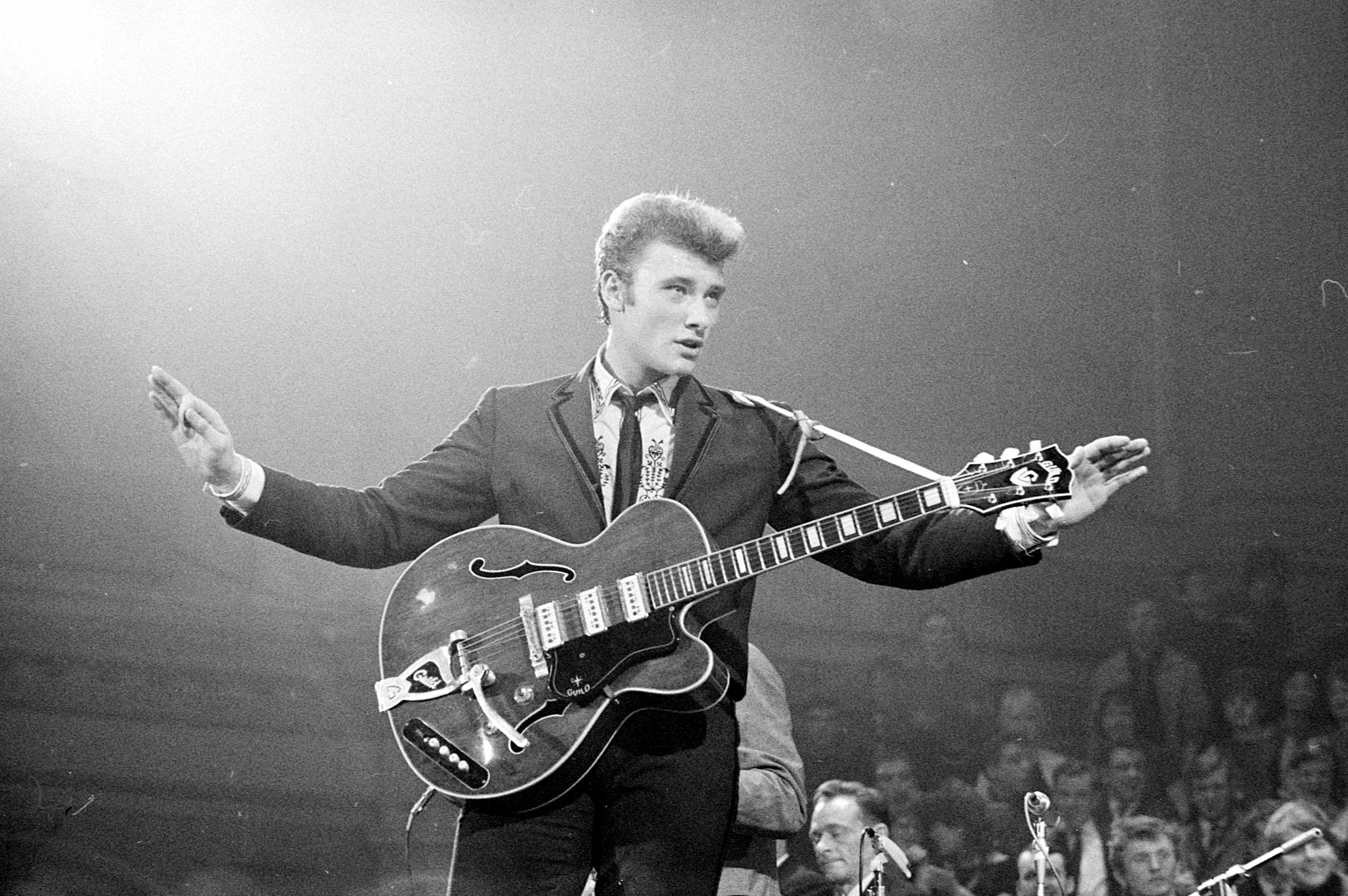
En 1963, Johnny Hallyday sur scène.

À la demande de la mère, le couple se reforme le temps d'un contrat de mariage, signé le 7 septembre 1944 — Leon Smet a entre-temps divorcé de Jacqueline Harpet — et d'une reconnaissance de paternité, ce après quoi l'enfant se nomme officiellement Jean-Philippe Léo Smet. Léon Smet quitte à nouveau rapidement et définitivement, la mère et l'enfant.
C'est à l'instigation de sa sœur Hélène épouse Mar que Léon Smet a appris le chant, la danse, l'acrobatie et l'art dramatique au Conservatoire royal de Bruxelles et est devenu comédien, chanteur, danseur et acrobate. Danseur dans la troupe de ballet du théâtre de la Monnaie à Bruxelles, il mène une carrière d'artiste de cabaret en Belgique puis en France, sous le pseudonyme de Jean-Michel. Pendant l'entre-deux-guerres, il acquiert ainsi une certaine réputation dans le milieu artistique belge. En 1935, il ouvre à Bruxelles le cabaret Le Trou vert. Il est également proche des surréalistes belges. En 1937, il est l'acteur principal de Monsieur Fantômas, un court-métrage surréaliste réalisé par Ernst Moerman,
Au début de l'occupation allemande, Léon Smet, qui vit alors en France, connait des moments difficiles du fait de la fermeture des cabarets où il se produisait. Son beau-frère Jacob Mar travaille alors à Radio-Paris - une station contrôlée par les Allemands - ce qui lui vaut après-guerre d'être condamné pour faits de collaboration (au terme d'un procès), le 5 décembre 1946 à cinq ans de prison bien que dégagé de l'accusation d'« intelligence avec l'ennemi » ; incarcéré, il bénéficie d'une grâce et recouvre la liberté le 10 juillet 1948, avant d'être amnistié à titre posthume (il meurt le 19 septembre 1952), le 11 janvier 1954, en vertu de la loi du 6 août 1953. En 1943, Jacob Mar aide Léon Smet à obtenir le poste de responsable des programmes de Fernsehsender Paris, chaîne de télévision allemande destinée aux troupes dans les hôpitaux, dont les studios sont situés dans la capitale, rue Cognacq-Jay et qui seront la base des studios de la télévision française, à compter de 1949.
Selon Eddy Przybylski, l'un des biographes de Johnny Hallyday, il est possible que le père du chanteur ait souhaité s'éloigner de Paris après la Libération, de peur d'être inquiété en raison de son travail au sein de la télévision allemande entre 1943 et 1944 (Fernsehsender Paris). Comme l'ensemble du personnel de cette station, il ne fait cependant l'objet d'aucune poursuite pour collaboration après-guerre. Il déclare en 1980 n'avoir jamais été un « collabo » et avoir même hébergé des résistants chez lui.
De retour à Bruxelles, il ouvre une école d'art dramatique qui devient vite réputée. Serge Reggiani, ancien élève de son père, confie plus tard à Johnny que plusieurs de ses camarades, comme lui-même, n'hésitaient pas à faire le voyage depuis Paris pour suivre son cours. En 1952, il monte un spectacle de masques et de marionnettes pour enfants avec José Géal, le futur Toone VII du Théâtre royal de Toone, et entame une tournée dans les homes d’enfants de la côte belge. Plus tard, Léon Smet devient réalisateur à la télévision belge. Mais, alcoolique et instable, il finit par perdre son emploi et sombre ensuite dans la précarité, jusqu'à devenir semi-clochard.

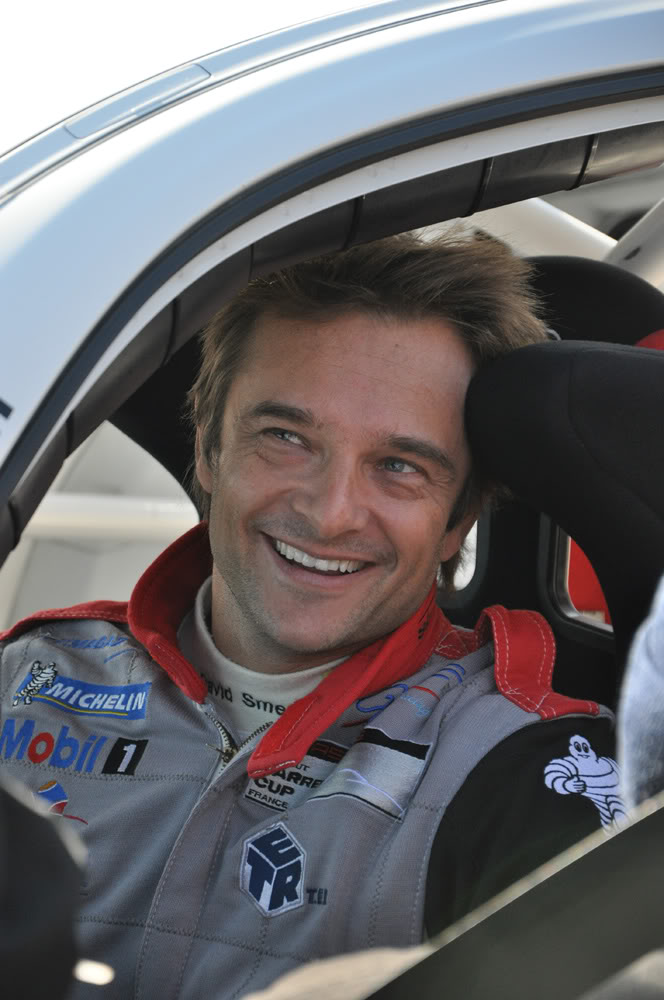
David Hallyday (né en 1966)

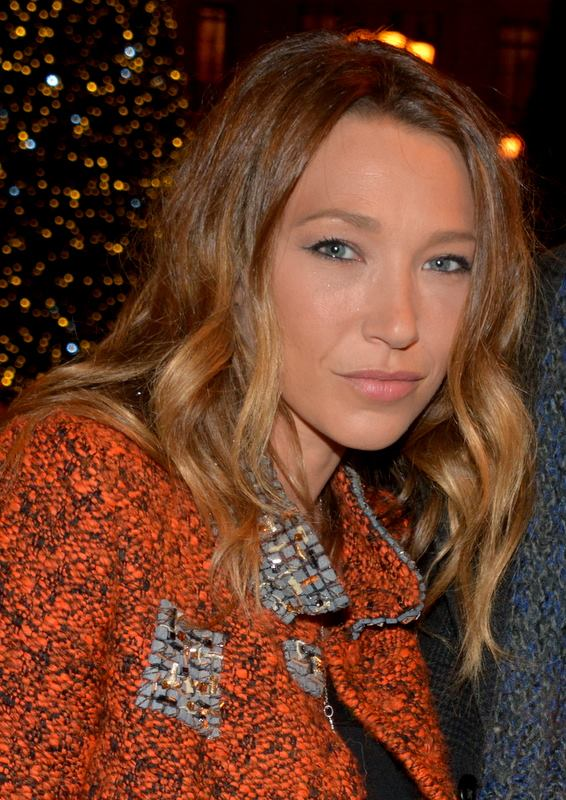
Laura Smet (née en 1983)

## Descendance de Jean-Philippe Smet (1943-2017)
Jean-Philippe Smet, dit Johnny Hallyday, a quatre enfants et quatre petits-enfants et un arrière-petit-fils:
1. Il épouse Sylvie Vartan le 12 avril 1965 à Loconville dans l'Oise[33]. De cette union naît David Mickaël Benjamin Smet le 14 août 1966 à Boulogne-Billancourt. Le 15 septembre 1989, David épouse Estelle Lefébure à Freneuse-sur-Risle (Eure) ; de cette union, naissent Ilona Smet (le 17 mai 1995), qui a eu un fils en 2022, et Emma Smet (le 13 septembre 1997) ; ils divorcent en février 2001 ; David épouse en secondes noces Alexandra Pastor le 3 juin 2004 à Monaco ; de cette union, naît Cameron Smet (le 8 octobre 2004).
2. Il divorce le 5 novembre 1980[33], puis épouse en secondes noces Élisabeth Étienne, dite Babeth, le 1er décembre 1981, à Los Angeles[33]. Ils divorcent le 23 février 1983[33].
3. De 1982 à mars 1986, il vit maritalement avec la comédienne Nathalie Baye. De cette union naît Laura Marie Huguette Smet le 15 novembre 1983 à Neuilly-sur-Seine. Le 1er décembre 2018 à Paris, Laura épouse Raphaël Lancrey-Javal ; de cette union naît Léo Jean Didier Lancrey-Javal (le 7 octobre 2020).
4. Il épouse le 9 juillet 1990 à Ramatuelle, Adeline Blondieau[33]. Ils divorcent le 18 juin 1992[33].
5. Le 19 avril 1994, à Las Vegas, il se remarie avec Adeline Blondieau[33]. Ils divorcent de nouveau le 9 mai 1995[33].
6. Le 25 mars 1996, il épouse Laeticia Boudou à Neuilly-sur-Seine[34]. Le couple adopte deux enfants vietnamiennes (en 2004 et 2008) : Jade Odette (Bùi Thị Hoà) Smet (née le 3 août 2004) et Joy (Maï Hường) Smet (née le 27 juillet 2008)[35].

## Pour approfondir